# Meijin 1980
Il Meijin 1980 è stata la quinta edizione del torneo goistico giapponese Meijin.

## Qualificazioni
|  | Quarti di finale  | Quarti di finale  | Quarti di finale |                  |                  | Semifinali       | Semifinali | Semifinali |  |  | Finale | Finale | Finale |  |
|  |                   |                   |                  |                  |                  |                  |            |            |  |  |        |        |        |  |
|  | Hiroaki Tono      | Hiroaki Tono      | 1                |                  |                  |                  |            |            |  |  |        |        |        |  |
|  | Hiroaki Tono      | Hiroaki Tono      | 1                |                  |                  |                  |            |            |  |  |        |        |        |  |
|  | Hidehito Nakamura | Hidehito Nakamura | 0                |                  |                  |                  |            |            |  |  |        |        |        |  |
|  | Hidehito Nakamura | Hidehito Nakamura | 0                |                  | Hiroaki Tono     | Hiroaki Tono     | 0          |            |  |  |        |        |        |  |
|  |                   |                   |                  |                  | Hiroaki Tono     | Hiroaki Tono     | 0          |            |  |  |        |        |        |  |
|  |                   |                   | Koichi Kobayashi | Koichi Kobayashi | 1                |                  |            |            |  |  |        |        |        |  |
|  | Kōichi Kobayashi  | Kōichi Kobayashi  | Koichi Kobayashi | Koichi Kobayashi | 1                | 1                |            |            |  |  |        |        |        |  |
|  | Kōichi Kobayashi  | Kōichi Kobayashi  |                  |                  |                  |                  |            |            |  |  |        |        |        |  |
|  | Kazumi Akedo      | Kazumi Akedo      | 0                |                  |                  |                  |            |            |  |  |        |        |        |  |
|  | Kazumi Akedo      | Kazumi Akedo      | 0                |                  | Koichi Kobayashi | Koichi Kobayashi | 1          |            |  |  |        |        |        |  |
|  |                   |                   |                  |                  |                  |                  |            |            |  |  |        |        |        |  |
|  |                   |                   | Kunio Ishii      | Kunio Ishii      | 0                |                  |            |            |  |  |        |        |        |  |
|  | Nobuaki Hoshikawa | Nobuaki Hoshikawa | Kunio Ishii      | Kunio Ishii      | 0                | 0                |            |            |  |  |        |        |        |  |
|  | Nobuaki Hoshikawa | Nobuaki Hoshikawa |                  |                  |                  |                  |            |            |  |  |        |        |        |  |
|  | Kunio Ishii       | Kunio Ishii       | 1                |                  |                  |                  |            |            |  |  |        |        |        |  |
|  | Kunio Ishii       | Kunio Ishii       | 1                |                  | Kunio Ishii      | Kunio Ishii      | 1          |            |  |  |        |        |        |  |
|  |                   |                   |                  |                  | Kunio Ishii      | Kunio Ishii      | 1          |            |  |  |        |        |        |  |
|  |                   |                   | Tatsuaki Iwata   | Tatsuaki Iwata   | 0                |                  |            |            |  |  |        |        |        |  |
|  | Norio Kudo        | Norio Kudo        | Tatsuaki Iwata   | Tatsuaki Iwata   | 0                | 0                |            |            |  |  |        |        |        |  |
|  | Norio Kudo        | Norio Kudo        |                  |                  |                  |                  |            |            |  |  |        |        |        |  |
|  | Tatsuaki Iwata    | Tatsuaki Iwata    | 1                |                  |                  |                  |            |            |  |  |        |        |        |  |

|  | Quarti di finale  | Quarti di finale  | Quarti di finale  |                   |                  | Semifinali       | Semifinali | Semifinali |  |  | Finale | Finale | Finale |  |
|  |                   |                   |                   |                   |                  |                  |            |            |  |  |        |        |        |  |
|  | Tetsuya Kiyonari  | Tetsuya Kiyonari  | 1                 |                   |                  |                  |            |            |  |  |        |        |        |  |
|  | Tetsuya Kiyonari  | Tetsuya Kiyonari  | 1                 |                   |                  |                  |            |            |  |  |        |        |        |  |
|  | Yoshio Ishida     | Yoshio Ishida     | 0                 |                   |                  |                  |            |            |  |  |        |        |        |  |
|  | Yoshio Ishida     | Yoshio Ishida     | 0                 |                   | Tetsuya Kiyonari | Tetsuya Kiyonari | 0          |            |  |  |        |        |        |  |
|  |                   |                   |                   |                   | Tetsuya Kiyonari | Tetsuya Kiyonari | 0          |            |  |  |        |        |        |  |
|  |                   |                   | Shoichi Takagi    | Shoichi Takagi    | 1                |                  |            |            |  |  |        |        |        |  |
|  | Satoshi Kataoka   | Satoshi Kataoka   | Shoichi Takagi    | Shoichi Takagi    | 1                | 0                |            |            |  |  |        |        |        |  |
|  | Satoshi Kataoka   | Satoshi Kataoka   |                   |                   |                  |                  |            |            |  |  |        |        |        |  |
|  | Shoichi Takagi    | Shoichi Takagi    | 1                 |                   |                  |                  |            |            |  |  |        |        |        |  |
|  | Shoichi Takagi    | Shoichi Takagi    | 1                 |                   | Shoichi Takagi   | Shoichi Takagi   | 0          |            |  |  |        |        |        |  |
|  |                   |                   |                   |                   |                  |                  |            |            |  |  |        |        |        |  |
|  |                   |                   | Hiroshi Yamashiro | Hiroshi Yamashiro | 1                |                  |            |            |  |  |        |        |        |  |
|  | Yuichi Sonoda     | Yuichi Sonoda     | Hiroshi Yamashiro | Hiroshi Yamashiro | 1                | 1                |            |            |  |  |        |        |        |  |
|  | Yuichi Sonoda     | Yuichi Sonoda     |                   |                   |                  |                  |            |            |  |  |        |        |        |  |
|  | Hajime Tokimoto   | Hajime Tokimoto   | 0                 |                   |                  |                  |            |            |  |  |        |        |        |  |
|  | Hajime Tokimoto   | Hajime Tokimoto   | 0                 |                   | Yuichi Sonoda    | Yuichi Sonoda    | 0          |            |  |  |        |        |        |  |
|  |                   |                   |                   |                   | Yuichi Sonoda    | Yuichi Sonoda    | 0          |            |  |  |        |        |        |  |
|  |                   |                   | Hiroshi Yamashiro | Hiroshi Yamashiro | 1                |                  |            |            |  |  |        |        |        |  |
|  | Yoshiaki Nagahara | Yoshiaki Nagahara | Hiroshi Yamashiro | Hiroshi Yamashiro | 1                | 0                |            |            |  |  |        |        |        |  |
|  | Yoshiaki Nagahara | Yoshiaki Nagahara |                   |                   |                  |                  |            |            |  |  |        |        |        |  |
|  | Hiroshi Yamashiro | Hiroshi Yamashiro | 1                 |                   |                  |                  |            |            |  |  |        |        |        |  |

|  | Quarti di finale   | Quarti di finale   | Quarti di finale   |                    |               | Semifinali    | Semifinali | Semifinali |  |  | Finale | Finale | Finale |  |
|  |                    |                    |                    |                    |               |               |            |            |  |  |        |        |        |  |
|  | Keishi Hisai       | Keishi Hisai       | 1                  |                    |               |               |            |            |  |  |        |        |        |  |
|  | Keishi Hisai       | Keishi Hisai       | 1                  |                    |               |               |            |            |  |  |        |        |        |  |
|  | Hideyuki Fujisawa  | Hideyuki Fujisawa  | 0                  |                    |               |               |            |            |  |  |        |        |        |  |
|  | Hideyuki Fujisawa  | Hideyuki Fujisawa  | 0                  |                    | Keishi Hisai  | Keishi Hisai  | 1          |            |  |  |        |        |        |  |
|  |                    |                    |                    |                    | Keishi Hisai  | Keishi Hisai  | 1          |            |  |  |        |        |        |  |
|  |                    |                    | Yoshitaka Ushikubo | Yoshitaka Ushikubo | 0             |               |            |            |  |  |        |        |        |  |
|  | Yoshimi Hashimoto  |                    | Yoshitaka Ushikubo | Yoshitaka Ushikubo | 0             |               |            |            |  |  |        |        |        |  |
|  |                    |                    |                    |                    |               |               |            |            |  |  |        |        |        |  |
|  | Yoshitaka Ushikubo | Yoshitaka Ushikubo | 1                  |                    |               |               |            |            |  |  |        |        |        |  |
|  | Yoshitaka Ushikubo | Yoshitaka Ushikubo | 1                  |                    | Keishi Hisai  | Keishi Hisai  | 0          |            |  |  |        |        |        |  |
|  |                    |                    |                    |                    |               |               |            |            |  |  |        |        |        |  |
|  |                    |                    | Yasumasa Hane      | Yasumasa Hane      | 1             |               |            |            |  |  |        |        |        |  |
|  | Yoshiteru Abe      | Yoshiteru Abe      | Yasumasa Hane      | Yasumasa Hane      | 1             | 1             |            |            |  |  |        |        |        |  |
|  | Yoshiteru Abe      | Yoshiteru Abe      |                    |                    |               |               |            |            |  |  |        |        |        |  |
|  | Yoshihisa Miyamoto | Yoshihisa Miyamoto | 0                  |                    |               |               |            |            |  |  |        |        |        |  |
|  | Yoshihisa Miyamoto | Yoshihisa Miyamoto | 0                  |                    | Yoshiteru Abe | Yoshiteru Abe | 0          |            |  |  |        |        |        |  |
|  |                    |                    |                    |                    | Yoshiteru Abe | Yoshiteru Abe | 0          |            |  |  |        |        |        |  |
|  |                    |                    | Yasumasa Hane      | Yasumasa Hane      | 1             |               |            |            |  |  |        |        |        |  |
|  | Yasumasa Hane      | Yasumasa Hane      | Yasumasa Hane      | Yasumasa Hane      | 1             | 1             |            |            |  |  |        |        |        |  |
|  | Yasumasa Hane      | Yasumasa Hane      |                    |                    |               |               |            |            |  |  |        |        |        |  |
|  | Satsuo Ushinohama  | Satsuo Ushinohama  | 0                  |                    |               |               |            |            |  |  |        |        |        |  |

## Torneo
- W indica vittoria col bianco
- B indica vittoria col nero
- X indica la sconfitta
- +R indica che la partita si è conclusa per abbandono
- +N indica lo scarto dei punti a fine partita
- +F indica la vittoria per forfeit
- +? indica una vittoria con scarto sconosciuto
- V indica una vittoria in cui non si conosce scarto e colore del giocatore

| Giocatore         | E.S.  | M.K.  | M.T.  | R.K.  | C.C. | U.H.  | K.K.  | Y.H.  | H.Y.   | Risultato | Note                   |
| ----------------- | ----- | ----- | ----- | ----- | ---- | ----- | ----- | ----- | ------ | --------- | ---------------------- |
| Eio Sakata        | –     | X     | B+7,5 | X     | X    | W+R   | X     | X     | B+5,5  | 3-5       |                        |
| Masao Katō        | B+1,5 | –     | X     | B+R   | X    | B+3,5 | W+6,5 | B+2,5 | W+R    | 6-2       |                        |
| Masaki Takemiya   | X     | B+0,5 | –     | X     | X    | W+7,5 | B+0,5 | W+R   | B+10,5 | 5-3       |                        |
| Rin Kaiho         | B+5,5 | X     | B+R   | –     | W+R  | B+R   | X     | X     | W+R    | 5-3       |                        |
| Cho Chikun        | W+R   | B+3,5 | W+R   | X     | –    | W+R   | X     | W+R   | B+1,5  | 6-2       | Qualificato ala finale |
| Utaro Hashimoto   | X     | X     | X     | X     | X    | –     | W+2,5 | B+1,5 | X      | 2-6       | Retrocesso             |
| Kōichi Kobayashi  | W+R   | X     | X     | B+R   | W+R  | X     | –     | W+R   | B+R    | 5-3       |                        |
| Yasumasa Hane     | B+2,5 | X     | X     | W+2,5 | X    | X     | X     | –     | X      | 2-6       | Retrocesso             |
| Hiroshi Yamashiro | X     | X     | X     | X     | X    | B+R   | X     | B+5,5 | –      | 2-6       | Retrocesso             |

Cho Chikun e Masao Kato hanno totalizzato entrambi 6 vittorie. In questa edizione in caso di parità di punti era stato previsto un playoff che fu vinto da Cho Chikun (B+4,5).

## Finale
La finale è stata una sfida al meglio delle sette partite. 